# Jiřina Jirásková

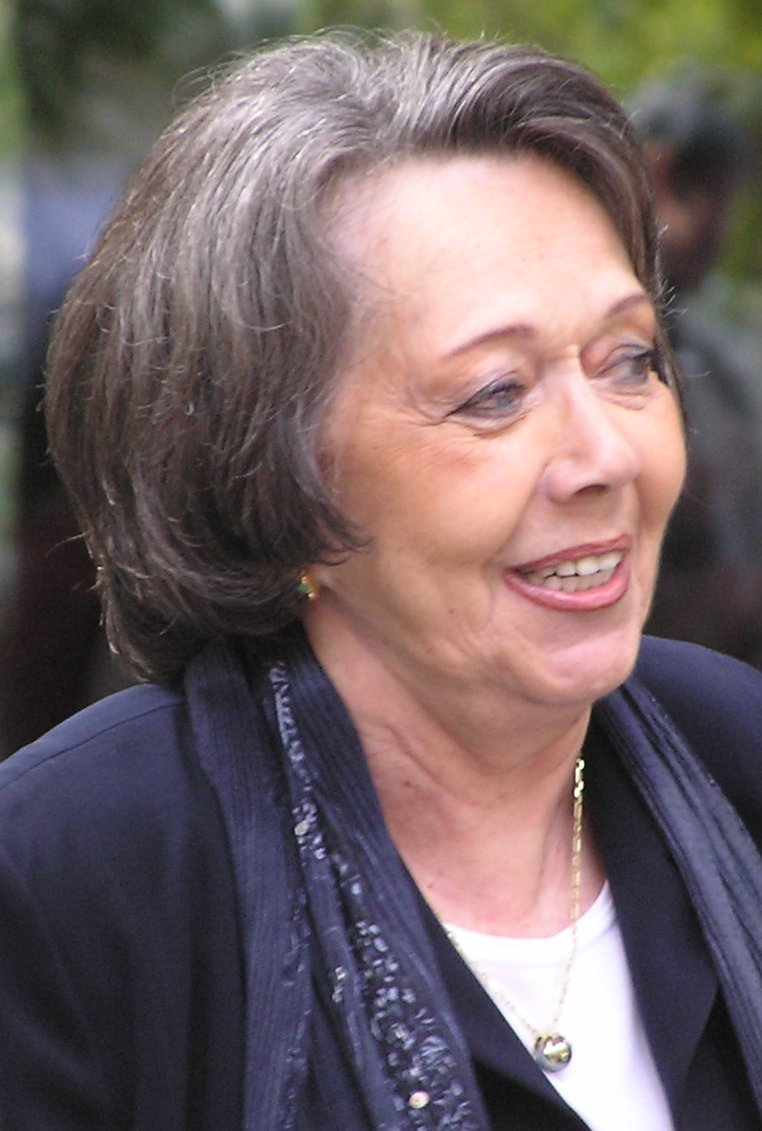
Jiřina Jirásková (2006)

Jiřina Jirásková (* 17. Februar 1931 in Prag; † 7. Januar 2013 ebenda) war eine tschechische Schauspielerin.

## Leben
Jiřina Jirásková studierte am Prager Konservatorium Schauspiel. Anschließend spielte sie am Theater in Hradec Králové. 1951 wurde sie Mitglied am Prager Theater Divadlo na Vinohradech. Nachdem sie bereits 1956 in Jaroslav Machs Po noci den als Filmschauspielerin debütierte, hatte sie mit ihrer Darstellung der Luisa in dem 1961 erschienenen und von Zbyněk Brynych inszenierten Drama Smyk – Dem Abgrund entgegen ihren ersten großen Auftritt als Kinodarstellerin.
Von 2002 bis 2011 engagierte sie sich auch als UNICEF-Botschafterin.
Jirásková war zwei Jahre lang mit dem Schauspieler Jiří Pleskot (1922–1997) verheiratet und lebte anschließend 27 Jahre mit dem Regisseur Zdeněk Podskalský (1923–1993) zusammen.

## Filmografie (Auswahl)
- 1956: Po noci den
- 1960: Smyk – Dem Abgrund entgegen (Smyk)
- 1964: Der Teppichsammler und der Heiratsschwindler (Cintamani & podvodník)
- 1964: Mut für den Alltag (Každý den odvahu)
- 1965: 31 Grad im Schatten (90 Degrees in the Shade)
- 1967: Das Haus der verlorenen Seelen (Dům ztracených duší)
- 1968: Unsere verrückte Familie (Naše bláznivá rodina)
- 1968: Wie wird man die Helene los? (Jak se zbavit Helenky)
- 1969: Lebemänner (Světáci)
- 1970: Auf dem Kometen (Na kometě)
- 1980: Heute in einem Haus (Dnes v jednom domě, Fernsehserie, acht Folgen)
- 1982: Wie die Welt um ihre Dichter kommt (Jak svět přichází o básníky)
- 1983: Die kleine Krankenschwester (Sestřičky)
- 1984: Weinlese (Vinobraní)
- 1989: Du allein (Příbeh ’88)